# Sanoczanka Sanok
Sanoczanka Sanok – polski wielosekcyjny klub sportowy z siedzibą w Sanoku.

## Historia

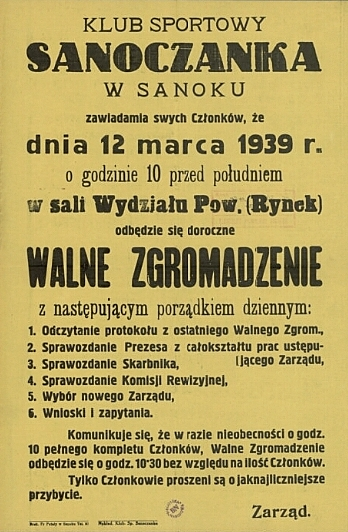
Zawiadomienie o walnym zgromadzeniu KS Sanoczanka Sanok 12 marca 1939

### Dotychczasowe nazwy
- 1935–1945 – KS Sanoczanka
- 1945–1949 – KS Nafta
- 1949–1950 – Zakładowy KZ Związkowiec
- 1950–1951 – Zakładowy KS Unia
- 1951–1957 – Górniczy KS Górnik – Sanoczanka
- 1957–1960 – Robotniczy KS Sanoczanka
- 1961– Stomil Sangum
- 1961–1971 – KS Sanoczanka
- 1971–2000 – Zakładowy KS Stomil-Sanoczanka
- 2000– TS Sanoczanka

### Okres międzywojenny (1935-1939)
Początki piłki nożnej w Sanoku datuje się na okres II Rzeczypospolitej. Uchwała Rady Miejskiej z 1928 przeznaczyła środki finansowe na budowę stadionu pomiędzy ulicą Adama Mickiewicza a ulicą Królewską, czyli późniejszego stadionu „Wierchy”.
Genezą powstania klubu była aktywność sanockiego gniazda Towarzystwa Gimnastycznego „Sokół”. Od początku II Rzeczypospolitej w 1918 na terenie Sanoka istniały kluby sportowe: Związek Strzelecki, Wojskowy Klub Sportowy 2 Pułku Strzelców Podhalańskich (WKS 2 PSP) i gimnazjalny KS Błękitni Sanok. W wyniku scalenia dwóch pierwszych z TG Sokół powstał Wojskowo Cywilny Klub Sportowy (WCKS) prowadzący przede wszystkim sekcję piłki nożnej. Jako że nie wszyscy chętni do uprawiania futbolu wyrażali ochotę na grę w tym klubie, powstała inicjatywa stworzenia samodzielnego klubu, zrealizowana w 1935 roku – wówczas powstała Sanoczanka – pierwszy klub piłkarski w Sanoku, a jej inicjatorem i założycielem był Zbigniew Nesterowicz (w 1946 roku założył KS Wagon Sanok). Nowy klub otrzymał lokal przy ulicy Tadeusza Kościuszki. Wcześniej działalnością kierował Marian Kawski. Prezesami byli Stanisław Radwański, a rok później mjr Kowalewski. Klub prowadził tylko sekcję piłki nożnej. Drużyna występowała w podokręgu przemyskim – w C-klasie, następnie w B-klasie. Klub piłkarski Sanoczanka działał do września 1939.

### Lata powojenne (1944-2000)

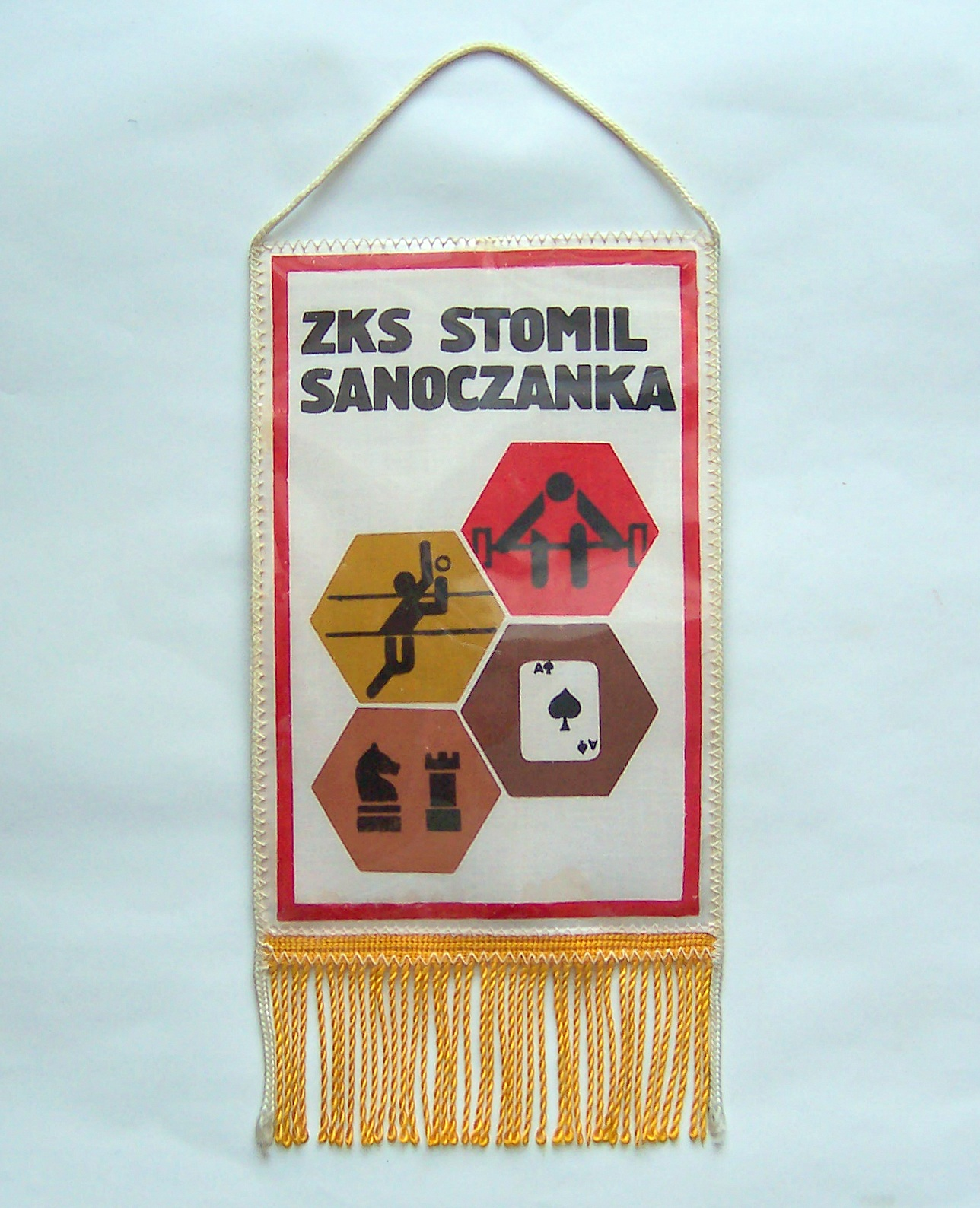
Proporczyk ZKS Sanoczanka Sanok

Po przerwie w działalności spowodowanej II wojną światową, w 1944 roku wznowiono działalność klubu. W 1945 roku wchłonięto klub KS Tur.
Po wojnie klub był utrzymywany przez Przedsiębiorstwo Kopalnictwa Naftowego w Sanoku, wskutek czego klub zmienił nazwę na KS Nafta. W późniejszych latach dokonywano kolejnych przemianowań, aż powstał GKS Górnik – Sanoczanka. Prezesem klubu Górnik–Sanoczanka od 1949 do 1956 był Zbigniew Dańczyszyn (w tym czasie m.in. rozbudowano stadion „Wierchy” i skocznię narciarską). W 1951 klub Górnik Sanok należał do Zrzeszenia Sportowego „Unia” i występował pod nazwą Unia Sanok. 2 lipca 1957 roku doszło do fuzji Górnika–Sanoczanki z innym sanockim klubem sportowym, KS Podhalanin (tuż przed tym w czerwcu 1957 zespół złożony z zawodników obu drużyn mecz ze Stalą Rzeszów pod nazwą Reprezentacja Sanocka). W tym samym roku, awans piłkarzy Sanoczanki do III ligi stał się bodźcem do decyzji odgórnej dokonującej łączącej dwa sanockie kluby, z zamiarem scalenia finansowania dla nowo powstałego zespołu. 2 lipca 1957 roku doszło do połączenia KS „Górnik Sanoczanka” i ZKS „Stal”, a w konsekwencji fuzji powstał Robotniczy Klub Sportowy Sanoczanka przy Sanockiej Fabryce Wagonów i Kopalnictwie Naftowym w Sanoku. Nowy klubu był wspierany przez ówczesną Sanocką Fabrykę Wagonów i Kopalnictwo Nafty w Sanoku oraz działał przy tych przedsiębiorstwach. Przewodniczącym zarządu klubu został Bronisław Bekalik. Mimo przeorganizowania drużyna Sanoczanki nie uzyskiwała dobrych wyników, wskutek czego przeżyła degradację z III ligi okręgowej do klasy A w sezonie 1958/1959.
W 1960 działacze sportowi dokonali wyodrębnienia, w wyniku którego przerejestrowano RKS Sanoczanka (klub działający dotąd przy Sanockiej Fabryce Autosan i Sanockim Kopalnictwie Naftowym) na Związkowy Klub Sportowy „Stal” (działający przy SFA). Wskutek tego RKS Sanoczanka przestała istnieć. Zdecydowano o zakończeniu działalności „Sanoczanki” (w tym czasie kopalnictwo zaprzestało wspierania sportu). Jednak wkrótce, na przełomie 1960/1961 powstał nowy klub Stomil „Sangum” przy Sanockich Zakładach Przemysłu Gumowego „Stomil”), w 1961 roku klub przemianowano i powrócono do poprzedniej nazwy KS Sanoczanka. Założycielami klubu byli Zbigniew Dańczyszyn, Władysław Bunio, Józef Skórka (dyrektor naczelny Stomilu) oraz Jan Hnatuśko, który został pierwszym prezesem w latach (1961-1969). W ramach klubu w 1960 została założona sekcja piłki nożnej, a w 1961 sekcja podnoszenia ciężarów, którą organizował Mirosław Sałak.

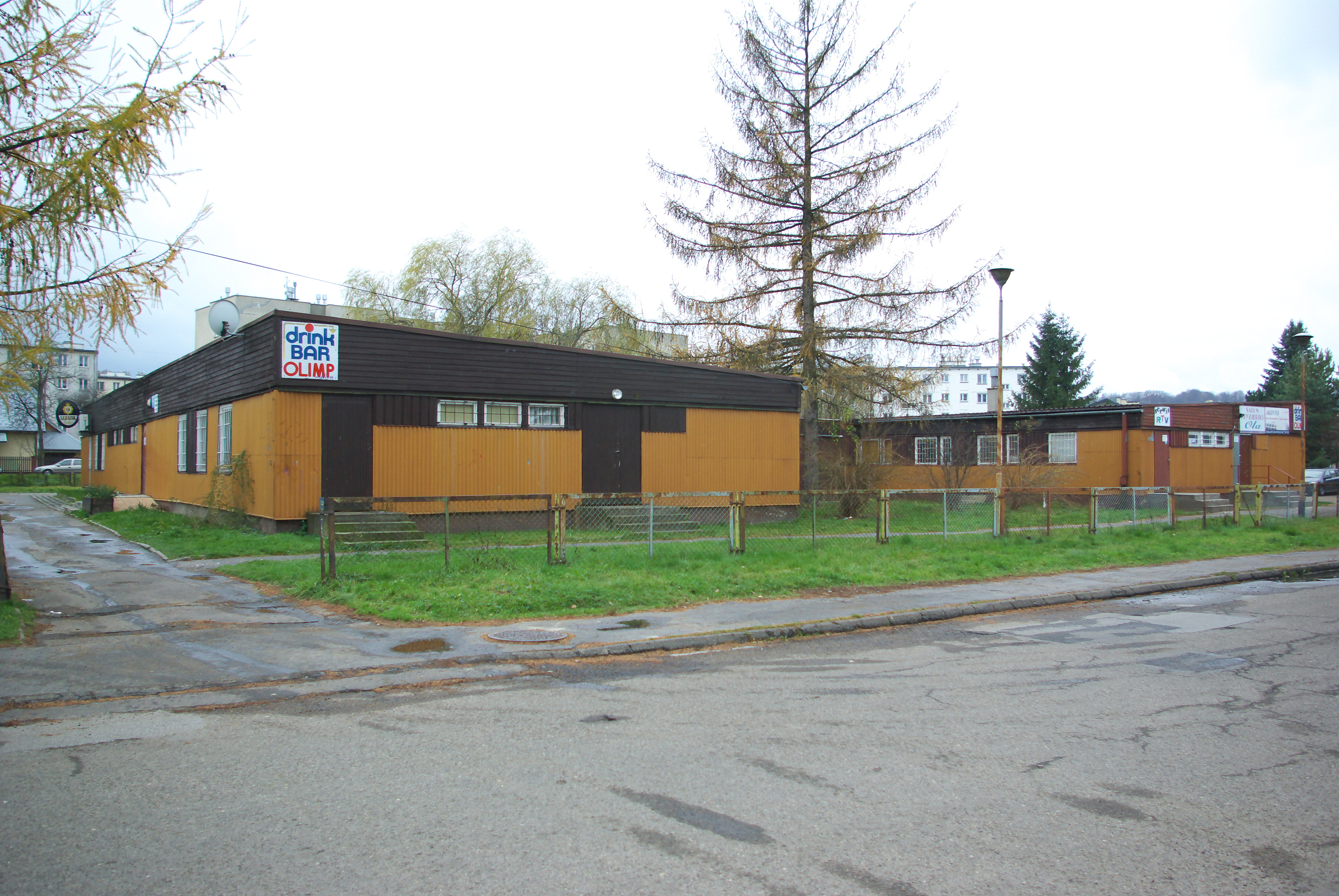
Budynek siedziby Sanoczanki przy ulicy Kwiatowej

W 1971 roku przyjęto nową nazwę klubu Zakładowy Klub Sportowy Stomil – Sanoczanka. W 1973 w strukturze klubu działała grupa organizacji partyjnej PZPR i koło ZMS. W 1986 klub obchodził 50-lecie istnienia. Od czasu powstania klubu wieloletnim prezesem był Edmund Wilk, następnie od 30 sierpnia 1979 Janusz Florek, od 1981 Bogusław Komski, od 1987 roku Józef Korab, od 1991 roku Ryszard Wojnarowski. 
5 grudnia 1987 uroczystą akademią zakończono obchody 50-lecia istnienia klubu. W połowie lat 90. wszystkie istniejące wówczas sekcje zaprzestały działalności. Po prywatyzacji patronackiego zakładu Stomilu, od 1994 przeniesiono siedzibę klubu z zadubowań przedsiębiorstwa do obiektu byłego przedszkola przy ulicy Kwiatowej 25 w dzielnicy Wójtostwo. Pod koniec XX wieku ZKS Stomil – Sanoczanka został postawiony w stan upadłości, a w jego miejsce zostało powołane Towarzystwo Sportowe Sanoczanka Sanok, zaś w 2000 wybrano jego władze (prezesem został Leszek Pogorzelec, a w zarządzie zasiadł m.in. Ryszard Wojnarowski, były prezes poprzedniego klubu oraz jego kurator pozostającego w stanie likwidacji klubu). W 2000 równolegle istniały oba podmioty, w tej samej siedzibie; zarówno w ZKS, jak i w TS funkcjonowały sekcje podnoszenia ciężarów oraz piłki siatkowej kobiet. Od września 2000 do 19 lutego 2001 kuratorem ZKS Stomil-Sanoczanka był Bogusław Komski.
TS „Sanoczanka” podjęło działalność jako stowarzyszenie kultury fizycznej. Obecnie działa jedynie sekcja piłki siatkowej kobiet.

## Sekcja piłki nożnej

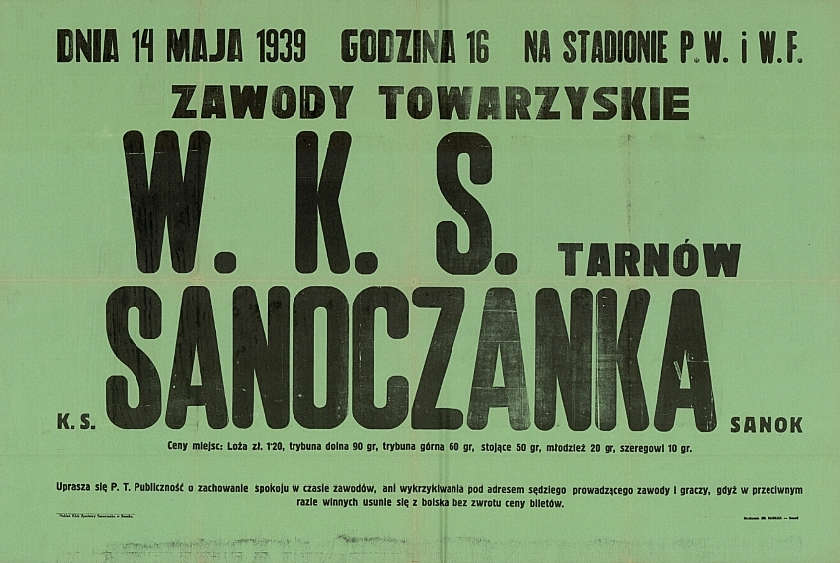
Afisz na mecz towarzyski Sanoczanki z WKS Tarnów 14 maja 1939

Sekcja piłki nożnej istniała od 1935 roku. W maju 1946 Sanoczanka została przyporządkowana do rozgrywek klasy B ROZPN w grupie Południe podgrupie I. W czerwcu 1946 Rzeszowski Okręgowy Związek Piłki Nożnej zatwierdził siedmiu zawodników w składzie KS Sanoczanki Sanok. W tym czasie Klub działał pod adresem ulicy Jagiellońskiej 26 na I piętrze. W sezonie 1946 Sanoczanka występowała w rzeszowskiej klasie B, w meczach o awans do klasy B rywalizowała z HKS Czuwajem Łańcut: wygrała u siebie 6:1, na wyjeździe przegrała 2:4, a w decydującym meczu na neutralnym terenie w Rzeszowie 29 września 1946 zwyciężyła 3:0 i uzyskała awans do Klasy A Okręgu Rzeszowskiego (w tym czasie prezesem klubu był Włodyka, a kierownikiem sekcji piłkarskiej Hardy). W sezonie klasy A drużyna zdobyła 2 punkty i w 1947 została objęta spadkiem do klasy B. W sezonie 1947/1948 Sanoczanka ponownie rywalizował w klasie B Grupie Południe.
W 1948 roku powołano sekcje juniorskie i trampkarzy. W sezonie 1949/1950 drużyna działała pod nazwą klubu ZKS Związkowiec Sanoczanka Sanok i występowała w B klasie Grupie Południowej. W latach 50. klub działał pod nazwą Górnika Sanok. Na przełomie 1950/1951 wraz z całym klubem sekcja piłkarska występowała po przemianowaną nazwą ZKS Unia Sanok. W sierpniu 1950 Unia zdobyła mistrzostwo na szczeblu powiatowym w edycji Pucharu Polski 1950/1951, pokonując LZS Zagórz 3:1 (1:1). 8 lipca 1951 pokonał na boisku w Zarszynie drużynę ZKS Włókniarza Rymanów 3:2 (0:0) w finale rozgrywek o mistrzostwo powiatu sanockiego, następnie we wrześniu 1951 wygrała grupę I w eliminacjach do klasy wojewódzkiej, w październiku i listopadzie 1951 w rozgrywce finałowej o wejście do klasy wojewódzkiej zajęła ostatnie miejsce w czterozespołowej grupie. Na początku grudnia 1951, już po powrotnym przemianowaniu klubu na Górnik Sanok, zespół pokonał LZS Zagórz 10:2 (5:1) w rozgrywce o puchar Powiatowego Komitetu Kultury Fizycznej (PKKF). Od maja do lipca 1952 Górnik występował w rozgrywkach I klasy (łącznie skupiającej sześć grup), stanowiących mistrzostwa województwa rzeszowskiego i zarazem będących pierwszą fazą eliminacji z tego rejonu do II, w których w grupie IV zajęła drugie miejsce na sześciu uczestników. W sezonie 1953 (wiosna / jesień) Górnik zajął czwarte miejsce w rzeszowskiej klasie A (czwarty poziom ligowy), w sezonie 1954 A Klasy Grupie II trzecie miejsce i w tej edycji drużyna rozegrała pojedynki derbowe ze Stalą Sanok. W sezonie 1955 Górnik występował w A klasie scalonej w jednej grupie z 18 zespołów i uplasował się na drugiej pozycji za Resovią, po czym jako wicemistrz rzeszowskiej A klasy, wskutek awansu Stali Mielec do II ligi, otrzymał szansę gry w barażach o miejsce w III lidze z wicemistrzem lubelskiej klasy A, Stalą FSC Lublin (zob. Motor Lublin (piłka nożna) w sezonie 1955, 27 listopada 1955 remisując u siebie 2:2 i w dniu 4 grudnia 1955 przegrywając na wyjeździe 0:2 (drużynę przygotowywał wówczas czynny zawodnik i instruktor Lesław Wolwowicz). W sezonie 1956 Górnik przystąpił do pomniejszonej do 14 uczestników klasy A i wygrał te rozgrywki zdobywając 38 punktów (wygrał 17 z 26 meczów, 4 razy remisując i ponosząc 5 porażek, strzelając 82 gole w 26 meczach i tracąc 36 bramek); w sezonie skutecznością wykazywali się Stefan Tarapacki, Aleksander Wolwowicz i Tadeusz Drwięga, zaś do sukcesu przyczynili się trener Władysław Hrabal, grający instruktor A. Wolwowicz oraz działacze - przewodniczący rady koła Zbigniew Dańczyszyn i jego zastępca Ignacy Zatwarnicki. Górnik rozgrywał mecze na stadionie „Wierchy”.
Do sezonu 1957 III ligi (okręgowej) został zgłoszony Górnik Sanok, który jeszcze w trakcie przygotowań do rozgrywek w marcu tego roku występował się jako Sanoczanka. W trakcie trwających rozgrywek w dniu PZPN 5 maja 1957 Sanoczanka rozegrała mecz ze Podhalaninem Stalą Sanok, który przy stanie 1:0 (1:0) dla Sanoczanki został przerwany przez sędziego po usunięciu z placu gry po jednym z zawodników obu drużyn. Po nieudanej pierwszej rundzie Sanoczanka zajmowała przedostatnie 11 miejsce w tabeli. Tuż po tym, pod koniec czerwca 1957 zespół złożony z zawodników Sanoczanki oraz Podhalanina, nazwany Reprezentacja Sanoka, rozegrał towarzyskie spotkanie z II-ligową Stalą Rzeszów przegrywając 3:5. Mając na celu utrzymanie III-ligowej drużyny w Sanoku w dniu 2 lipca 1957 dokonano połączenia obu sanockich klubów przy jednoczesnym scaleniu finansowania dla nowo powstałego tworu – tym samym w wyniku fuzji KS „Górnik Sanoczanka” i ZKS „Stal” powstał Robotniczy Klub Sportowy „Sanoczanka” Sanok przy Sanockiej Fabryce Wagonów i Kopalnictwie Naftowym w Sanoku. W niedzielę 14 lipca 1957 RKS Sanoczanka, w składzie złożonym z byłych zawodników Sanoczanki i Stali (Podhalanina) zainaugurowała rundę rewanżową III ligi, ulegając na wyjeździe Czarnym Jasło 0:2 (na mecz udało się wielu kibiców z Sanoka kilkunastoma autobusami). Drużyna III-ligowa pokonała m.in. Legię Krosno i lidera, Resovię. Dotychczasowy zespół Podhalanina w klasie A (podkarpackiej) był początkowo przedstawiany pod swoją nazwą, a następnie jako Sanoczanka II. Ponadto w lidze rezerw klasy A uczestniczył zespół pod nazwą Sanoczanka III. RKS Sanoczanka ukończyła sezon 1957 III ligi na dziewiątym miejscu.
W edycji III ligi 1958 RKS Sanoczanka zajęła siódme miejsce. W tym sezonie druga drużyna klubu nie występowała już w klasie A, natomiast jedynie rezerwy Sanoczanki uczestniczyły w rozgrywkach rezerw III ligi. 
W edycji III ligi 1959 RKS Sanoczanka przystąpiła po raz trzeci do rozgrywek na trzecim poziomie (okręgowym), została sklasyfikowana na 10 miejscu wśród 12 uczestników i doznała degradacji (została wyprzedzona bilansem bramkowym przez drużynę Polnej Przemyśl, która utrzymała się w III lidze). Do sezonu 1959 ligi stopień niżej, tj. klasie A grupie południowej, przystąpiła drużyna Sanoczanki Ib, która zajęła ostatnie 15 miejsce, zdobywając jedynie 20 punktów w 28 meczach oraz tracąc aż 105 bramek, przy 27 strzelonych. Mimo dokonanego scalenia nowe zespoły RKS Sanoczanki nie uzyskiwały oczekiwanych wyników zarówno w III lidze, jak i w klasie A, a także w rozgrywkach juniorsko-młodzieżowych, zaś dodatkowo działacze klubowi nie znajdowali porozumienia ze sobą, w związku z czym uwidoczniło się niepowodzenie pod względem sportowym, jak i administracyjnym. W związku z tym działacze klubowi i piłkarscy powołali nowy zarząd klubu 2 grudnia 1959. W marcu 1960 Sanoczanka rozpoczęła grę w 12-zespołowej klasie A, grupie I (południowej), natomiast drużyna Sanoczanki Ib przystąpiła do gry w klasie B grupie podkarpackiej. W połowie sierpnia 1960 Sanoczanka zakończyła sezon zajmując drugie miejsce w klasie A (cztery punkty za triumfującą Stalą Dęba). Tymczasem wobec wprowadzenia reorganizacji rozgrywek i wprowadzenia systemu gry jesień-wiosna, już 20 dni później, w dniu 4 września 1960 Sanoczanka rozpoczęła sezon klasy A Grupy I (południowej). Po rundzie jesiennej drużyna zajmowała piąte miejsce wśród 12 uczestników
Pod koniec 1960 z RKS Sanoczanka został wyodrębniony Zakładowy Klub Sportowy „Stal” Sanok, i pod tym szyldem od początku 1961 przystępowały do rozgrywek poszczególne zespoły sekcyjne, w tym hokeiści, pingpongiści, pięściarze, siatkarze, a także piłkarze. 9 kwietnia 1961 Stal Sanok zainaugurowała rundę wiosenną (paradoksalnie – podobnie jak w przypadku pierwszego meczu po fuzji w 1957 – ponownie wyjazdowym meczem z Czarnymi Jasło, tym razem zremisowanym 2:2). Drużyna Sanoczanki 1 października 1961 rozegrała mecz w ramach eliminacji Pucharu Polski edycji 1961/1962, ulegając Czarnym Jasło na wyjeździe 1:9.
Kolejny klub pod nazwą Sangum istniejący od 1961 przetrwał kilka lat (do ok. 1965 roku). Wskutek braku stadionu i mocno rozwijającej się Stali Sanok, zlikwidowano sekcję piłkarską. Zawodnikami Sanoczanki byli Jerzy Lisowski, Orest Lenczyk, Adam Dębiec. Kierownikiem sekcji juniorów Sanoczanki był Jan Łożański.
Sukcesy
- awans do B-klasy: 1936, 1962
- awans do A-klasy: 1948
- awans do III ligi: 1956

## Sekcja lekkiej atletyki

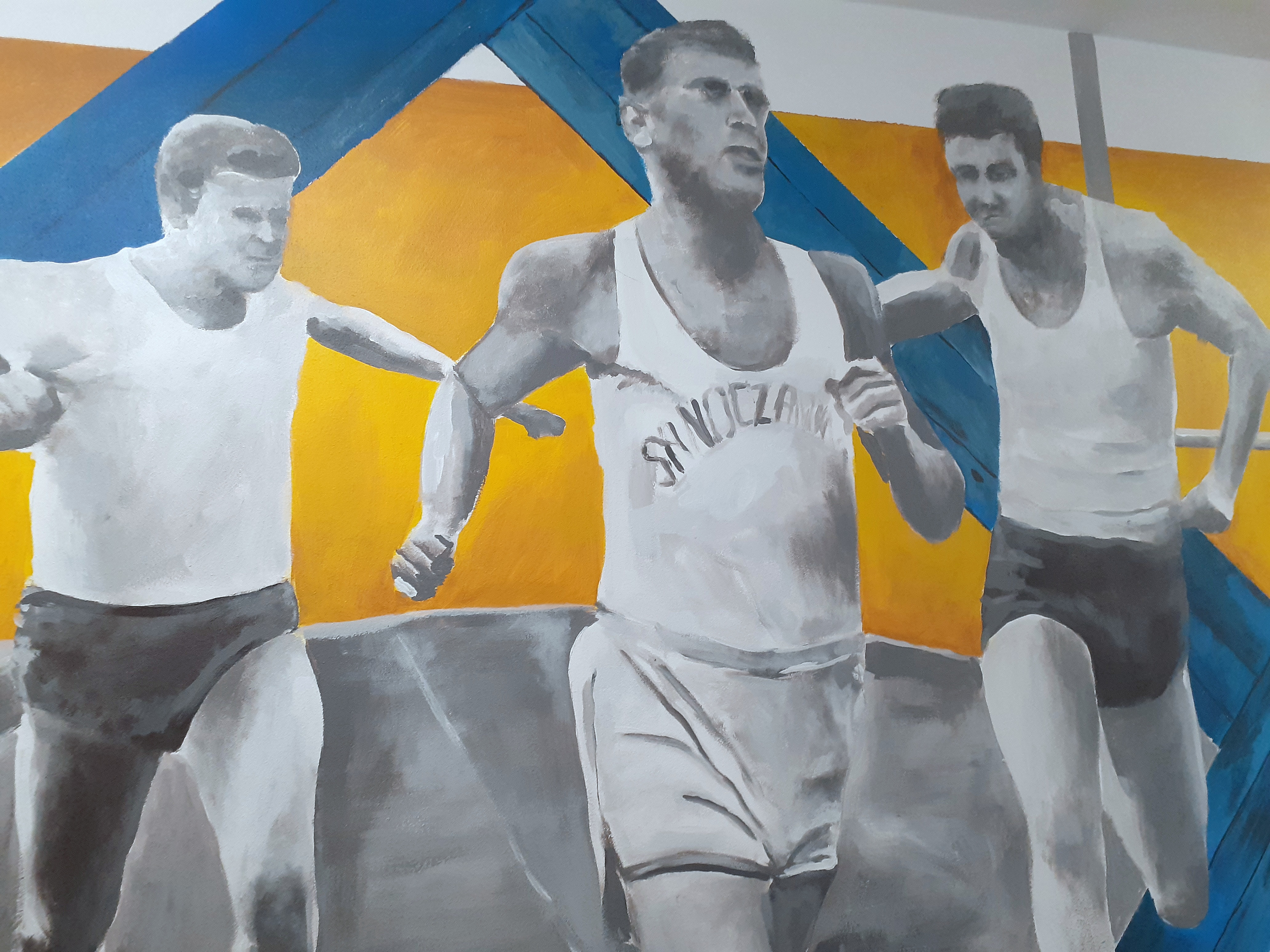
Graffiti upamiętniające Sanoczankę w budynku stadionu Wierchy w Sanoku

Istniała w latach 1957-1961. Reaktywowana na przełomie 1984/1985, działała do 2. poł. lat 90.
Sukcesy
- mistrzostwo A-klasy, awans do ligi okręgowej: 1957
- mistrzostwo ligi okręgowej: 1958[99], 1959, 1960[100][101]
- awans do ligi wojewódzkiej: 1958
- mistrzostwo ligi wojewódzkiej: 1960

## Sekcja podnoszenia ciężarów

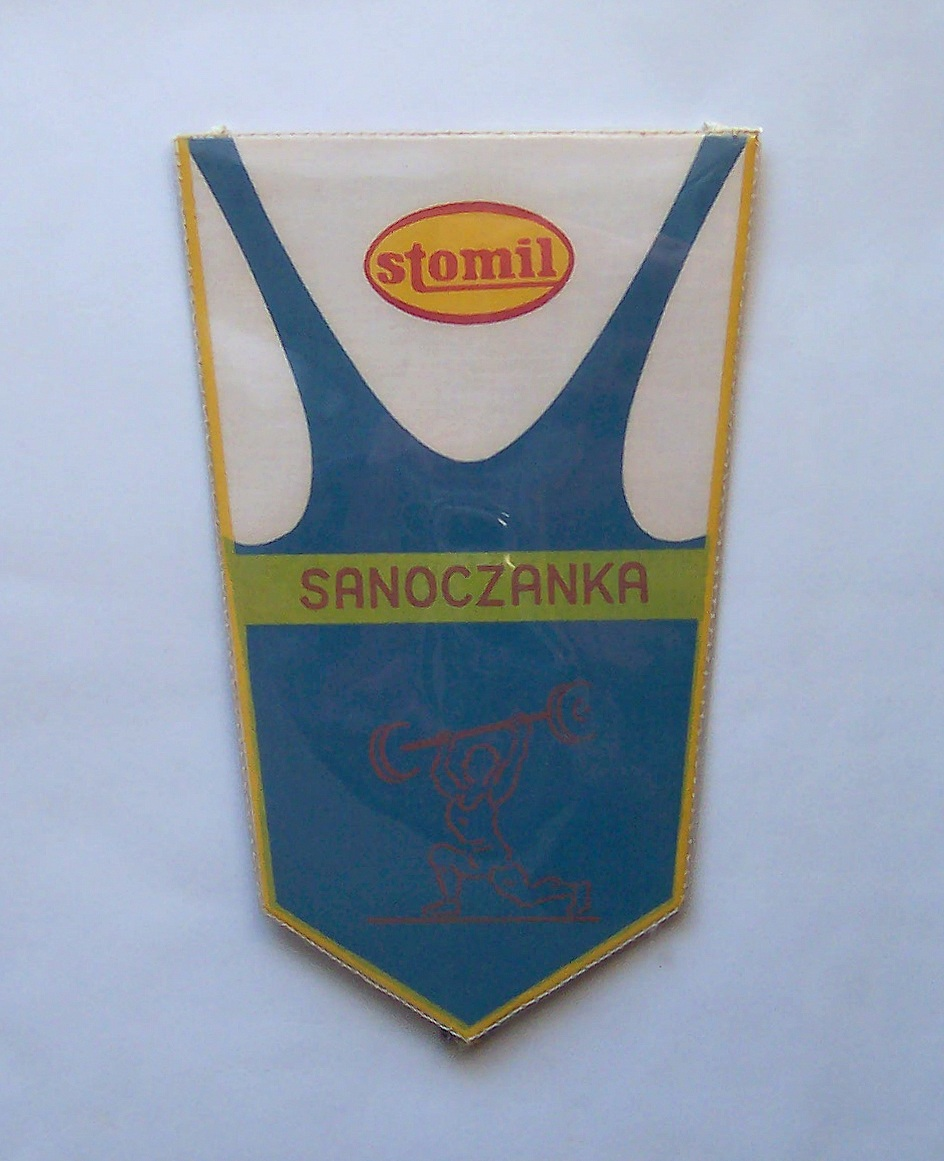
Proporczyk sekcji podnoszenia ciężarów Sanoczanki Sanok

Sekcja podnoszenia ciężarów została założona w listopadzie 1961 przez Mirosława Sałaka. Oprócz występów seniorskich, także juniorzy osiągali sukcesy. W mistrzostwach ligi międzyokręgowej w 1967 Sanoczanka zajęła czwarte miejsce. W listopadzie 1970 zespół pod wodzą trenera Bogumiła Freja awansował do II ligi, osiągając drugi poziom ligowy jako pierwsza drużyna z Sanoka w historii. Po ostatnim turnieju w Ciechanowie 23-24 listopada 1973 drużyna Sanoczanki prowadzona przez Sałaka uzyskała łączny wynik 3825 pkt. (nowy rekord okręgu), a tym samym drugie miejsce w II lidze, co oznaczało awans do I ligi. Awans wywalczyli zawodnicy: Janusz Szostak, Jan Nabożny, Stanisław Cyper, Kazimierz Kaczmaryk, Ryszard Kasprzak, Józef Lorenc, Krzysztof Łagodzic, Józef Sokołowski, Mieczysław Gontek, Mieczysław Grzywa, Edmund Szmist, a szkoleniowcami byli Bogumił Frej i Mieczysław Sałak. Na początku 1974 w szeregach sekcji było 115 zawodników, w tym 90 zgłoszonych do PZPC; trenerami byli wówczas M. Sałak, B. Frej i Krzysztof Łagodzic, a ponadto do współpracy został zaproszony były zawodnik i szkoleniowiec AZS Warszawa, Waldemar Baszanowski. Podjęto decyzję o stworzeniu w Zasadniczej Szkole Przyzakładowej „Autosan” klasy sportowej w podnoszeniu ciężarów od roku szkolnego 1974/1975. Po awansie seniorzy przez rok występowali w I lidze w ramach drużynowych mistrzostw Polski. W grudniu 1974 zostali zdegradowani, tracąc jedynie 63 punkty do wyżej uplasowanego zespołu. W 1975 Sanoczanka zajęła III miejsce w II lidze i ponownie uzyskała awans do I ligi. Także w 1975 drużyna rezerwowa Sanoczanki zdobyła mistrzostwo okręgu. W 1976 zawodnik klubu Bogumił Janowczyk uczestniczył w Mistrzostwach Europy w podnoszeniu ciężarów w Berlinie. Ten zawodnik w 1977 został powołany do grupy przygotowującej się na Letnie Igrzyska Olimpijskie 1976 w Montrealu. W 1976 drużyna Sanoczanki po raz drugi przystąpiła do sezonu I ligi, w którym zajęła 9. miejsce na 15 zespołów. W tym czasie drużyna rezerwowa Sanoczanki występowała w III lidze prowadząc w rozgrywkach. W trakcie sezonu zespół Sanoczanki pod wodzą trenera Krzysztofa Łagodzica zdobył w Poznaniu drużynowe mistrzostwo Polski juniorów młodszych oraz jednocześnie zwyciężył w łącznej klasyfikacji juniorów młodszych (do lat 18) i juniorów starszych (18-20 lat); zaś w składzie drużyny byli Henryk Baran, Zdzisław Gładysz, Janusz Sabat, Marian Wojtas, Mieczysław Sołtysik, Marian Kielar, Czesław Gądek, Szymański, Piotr Staruchowicz, Józef Mika, Jan Lisowski. W kwietniu 1977 ciężarowcy Sanoczanki byli najlepsi w drużynowej punktacji podczas mistrzostw okręgu rzeszowskiego zorganizowanych w Przemyślu. W sezonie 1977 Sanoczanka została zdegradowana z I ligi. 10 grudnia 1977 odbyły się zawody o Puchar Prezesa ZKS Stomil Sanoczanka. W marcu 1978 Sanoczanka drużynowo wygrała zawody międzyokręgowe w Przemyślu. W 1978 drużyna Sanoczanki zwyciężyła w II lidze i po raz trzeci awansowała do I ligi. W sezonie 1979 Sanoczanka utrzymała się w I lidze zajmując siódme miejsce. Na przełomie lat 70./80. pod egidą Sanoczanki działał Szkolny Klub Sportowy „Juventus”, złożony z uczniów Zespołu Szkół Zawodowych SFA w Sanoku. W edycji 1980 ekipa Sanoczanki zajęła ósme miejsce w I lidze. W 1981 zespół uplasował się na siódmym miejscu, jednak wobec reorganizacji I ligi (pomniejszenie liczby drużyn z 26 do 16) i niepowodzeniu w turnieju eliminacyjnym do nowego sezonu wiosną 1982, został zdegradowany do II ligi. W 1982 po raz czwarty awansowali do I ligi. W sezonie 1983 drużyna Sanoczanki została sklasyfikowana na 13. miejscu. Ponadto w sezonie 1983 drużyna została sklasyfikowana na 6. miejscu w punktacji „O złotą sztangę PZPC”. Od 1984 trenerem zespołu był Roman Mierzwa. W sezonie 1984 drużyna zajęła 12 miejsce, przy czym występowała w osłabionym składzie bez S. Zajdla, B. Kalityńskiego i H. Barana. W lidze edycji 1985 Sanoczanka była ósma. W 1986 ekipa Sanoczanki pod wodzą R. Mierzwy zapewniła sobie ligowy byt zajmując 12. miejsce (w tym sezonie zespół rezerwowy występował w III lidze). W dniach 27-29 marca 1987 w sali Sanockiego Domu Kultury odbyły się Mistrzostwa Polski w Podnoszeniu Ciężarów 1987. Analogicznie w sezonie 1987 pierwsza drużyna prowadzona przez R. Mierzwę występowała w I lidze (od tej edycji prowadzonej według nowej punktacji Sinclaira), a rezerwowa (złożona z juniorów i zawodników młodzieżowych, a trenowana przez Janusza Trzepizóra, Stanisława Zajdla i Mieczysława Gontka) w III lidze. W edycji 1987 seniorzy klubu zachowali ligowy byt. W sezonie 1988 Sanoczanka prowadzona nadal przez trenera Mierzwę zajęła 18 miejsce na 21 ekip i została zdegradowana z I ligi. Po dokonanej reorganizacji rozgrywek przez Polski Związek Podnoszenia Ciężarów i wprowadzeniu nowego systemu ligowego w sezonie 1989 drużyna Sanoczanki została sklasyfikowana na 13 miejscu (na 16 drużyn) w I-ligowej Grupie A. W latach 80. w najwyższej klasie drużynowych mistrzostw Polski występowała także drużyna młodzieżowa klubu. Drużyna seniorów została wycofana z I ligi w 1990 roku ze względów finansowych i sekcja została rozwiązana. W 1990 był zapowiadany udział zdegradowanego zespołu Sanoczanki w III lidze (ponadto zawodnicy klubu nie wystąpili na mistrzostwach okręgu w Łańcucie). W sezonie 1991 drużyna pod nazwą klubu Stomil–Sanoczanka występowała w III lidze. W 1991 powstała podsekcja klubu wyciskanie sztangi leżąc i trójbój siłowy, która również osiągała sukcesy (medale mistrzostw Polski i świata). Sanoczanka występowała w III lidze w sezonach 1992, 1993. Następnie Sanoczanka występowała w sezonie 1994 II ligi, w którego trakcie została wycofana z powodów finansowych. Drużyna Stomil-Sanoczanka ponownie występowała w III lidze w sezonach 1996 i 1997, w którym pod kierunkiem trenera Ryszarda Trzepizura zajęła drugie miejsce i uzyskała awans do II ligi.
Działaczem Sanoczanki, w tym wiceprezesem sekcji podnoszenia ciężarów był Jan Samek.
Zawodnicy sekcji trenowali budynku stadionu „Wierchy”, zaś zawody odbywali w sali Sanockiego Domu Kultury, a także w hali sportowej Zasadniczej Szkoły Zawodowej Sanockiej Fabryki Autobusów, gdzie w dniach 7-9 listopada 1980 odbyły się młodzieżowe Mistrzostwa Polski.

### Sukcesy
- wicemistrzostwo okręgu: 1961[9]
- mistrzostwo okręgu: 1962[9], 1975, 1979[182]
- awans do ligi międzyokręgowej: 1966[9]
- mistrzostwo międzyokręgowe: 1980[183]
- mistrzostwo Polski południowo-wschodniej: 1968, 1969[9]
- awans do II ligi: 1970
- awans do I ligi: 1973, 1975, 1978, 1982
- mistrzostwo makroregionu Małopolska: 1987[184], 1988[185]
- Drugie miejsce drużynowo w indywidualnych mistrzostwach Polski juniorów: 1981 (Koszalin)[186]

Wśród sztangistów klubu byli medaliści indywidualnych mistrzostw Polski seniorów, m.in. Henryk Baran, Zdzisław Gładysz, Stanisław Kalisztan, Bogdan Kalityński, Janusz Sabat, Stanisław Zajdel (najbardziej utytułowany, jedyny złoty medalista mistrzostw Polski z 1983).

### Galeria

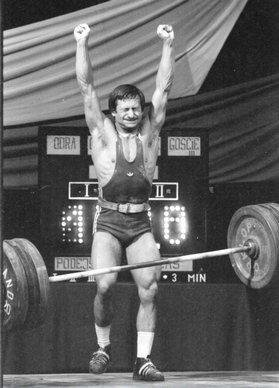
Stanisław Zajdel (najbardziej utytułowany i jedyny złoty medalista z 1983
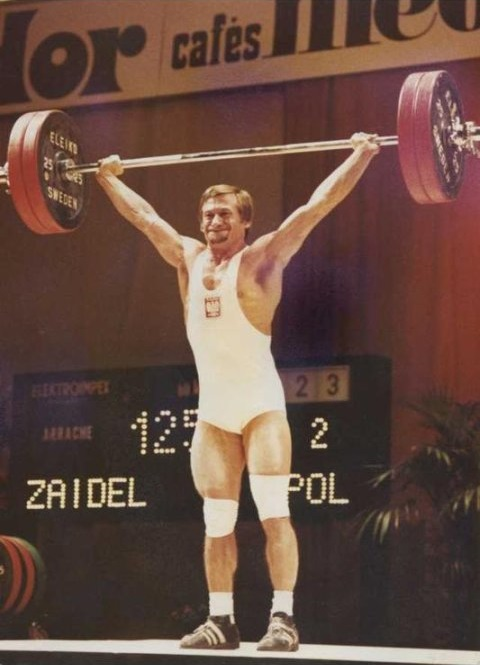
Stanisław Zajdel
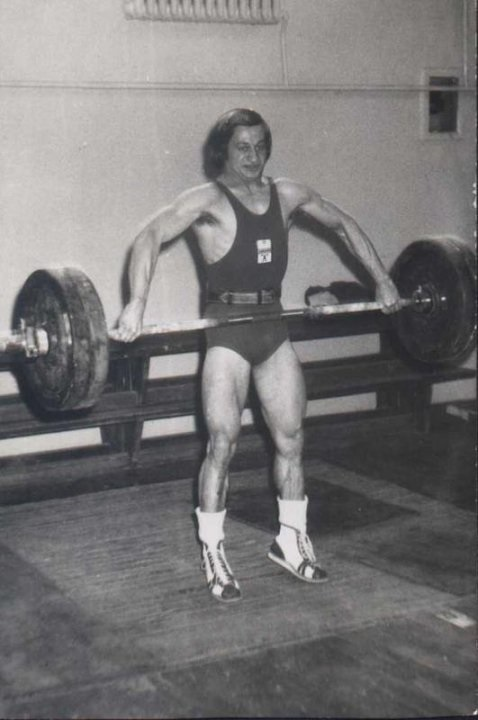
Stanisław Zajdel
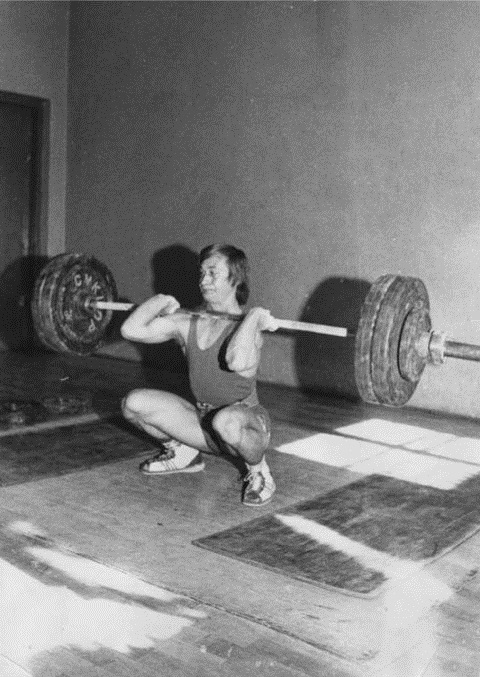
Stanisław Zajdel
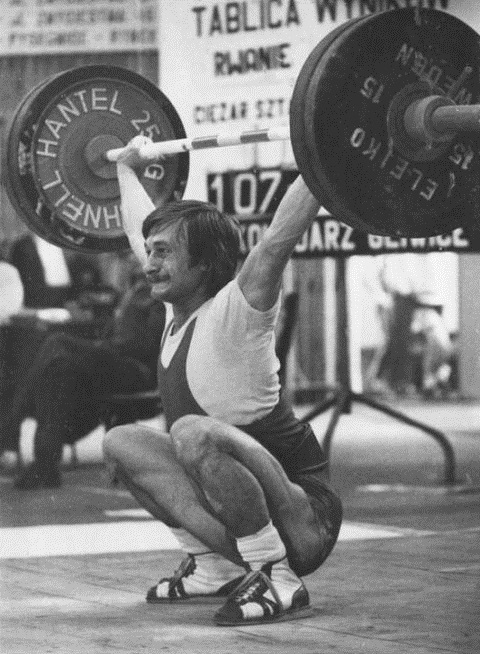
Stanisław Zajdel
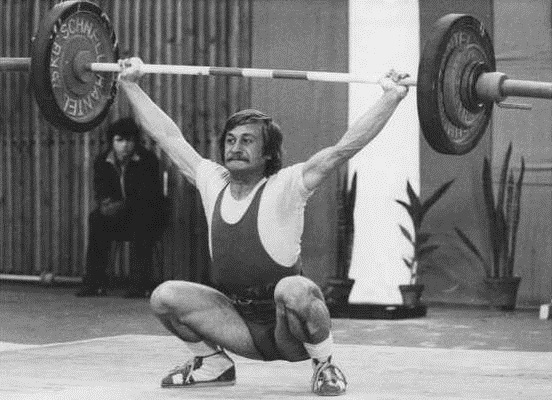
Stanisław Zajdel

### Wyciskanie sztangi
W październiku 1994 działacze Sanoczanki (ówczesnym prezesem był Ryszard Wojnarowski) zorganizowali mistrzostwa świata i Europy w wyciskaniu sztangi w leżeniu na ławce poziomej, które odbyły się w sali Sanockiego Domu Kultury.

## Sekcja tenisa stołowego i tenisa ziemnego
Tenisistą klubu przed 1939 był Bolesław Peszkowski, brat Zdzisława. Sekcja powstała w 1957 roku, zajmował się nią Eugeniusz Czerepaniak. Na początku maja 1959 Sanoczanka zajęła czwarte miejsce w finałach okręgu rzeszowskiego. Sekcja istniała do 1960 roku. Od sezonu 1960/1961 Stal Sanok kontynuowała zespół tenisa stołowego Sanoczanki.
Sekcja tenisa ziemnego powstała również w 1957 roku i występowali w niej równolegle tenisici stołowi.
Sukcesy
- awans do ligi wojewódzkiej: 1958

## Sekcja piłki siatkowej kobiet

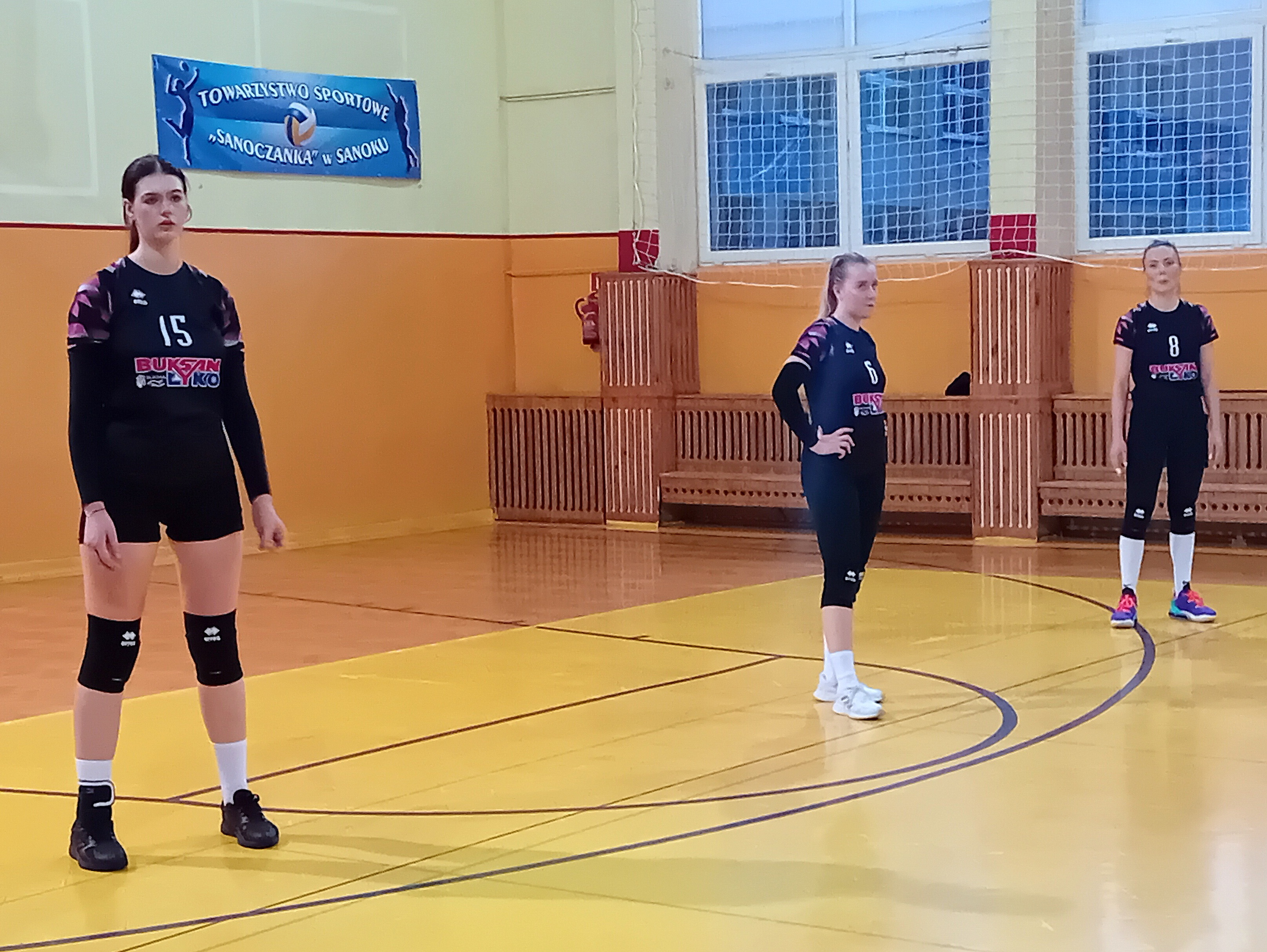
Siatkarki Sanoczanki podczas meczu w hali SP9 w Sanoku

Sekcja piłki siatkowej kobiet powstała w 1978. W tym samym roku drużyna pod kierunkiem trenera Stanisława Rząsy przystępowała do ligi wojewódzkiej. Z okazji 70-lecia PKOl na przełomie września i października 1989 Sanoczanka i Stal Sanok zorganizowały międzynarodowy turniej piłki siatkowej kobiet, w którym wygrał MKS Znicz Jarosław. W maju 1990 siatkarki Stomilu Sanoczanki zdobyły tytuł mistrzowski klasy „M” grupy wschodniej makroregionu Małopolska. W kwietniu 1997 drużyna młodziczek ZKS Stomil Sanoczanka zdobyła złoty medal mistrzostw województwa podkarpackiego. Siatkówka została jedyną dyscypliną prowadzoną obecnie pod nazwą klubu. Drużyna występuje w III lidze i funkcjonuje jako PBS Bank Sanoczanka Sanok (sponsorem jest Podkarpacki Bank Spółdzielczy).

## Inne sekcje
- Sekcja bokserska – powstała w 1957 roku i istniała do 1958 roku.
- Sekcja narciarska – istniała od 1958 do 1960 roku. Zawodnikiem był m.in. Wojciech Jahn[196].
- Sekcja turystyczno-motocyklowa – założona w 1961 roku, wkrótce zaprzestała działalności.
- Sekcja szachowa – powstała w 1978 roku, istniała do lat 90.
- Sekcja brydża sportowego – powstała w 1979 roku.
- Sekcja warcabów – powstała w 1980 roku.
- Gry sportowe, kajakarska (1950-1955), turystyczna – charakter amatorski.
- Pod koniec 1988 została utworzona sekcja biegów długodystansowych[197]. Maratończykiem startującym w barwach sekcji był Andrzej Michalski[198].

## Odznaczenia
- Odznaka „Zasłużony dla Województwa Rzeszowskiego”[199].
- Odznaka „Zasłużony dla Sanoka” (1 lipca 1978)[200].
- Złota Odznaka Polskiego Związku Podnoszenia Ciężarów[12][199].

## Kultura masowa
- Podczas finału VII konkursu-plebiscytu na najpopularniejszego sportowca Sanoka za rok 1983, który odbył się 28 lutego 1979 w Sanockim Domu Kultury, zespół artystyczny „Autosan” zaprezentował piosenkę odnoszącą się do dwóch czołowych klubów sportowych w mieście, której słowa brzmiały[201]:

Oby wam się, oby wam się, oby wam się dobrze działo!
Oby wam się, oby wam się, oby wam się dobrze zwyciężało!
Niech Stal Sanok z Sanoczanką idą w górę ramię w ramię!
Tego życzą wam i sobie tu obecni sanoczanie!